# Stig Torstensson
Stig Hugo Vilhelm Torstensson, född 13 mars 1934 i Grava församling i Värmland, död 13 mars 2013 i Göteborg, var en svensk skådespelare.

## Biografi

### De första åren
Torstensson kom nyss fyllda 20 år till Göteborg för att lära sig spela gitarr och syssla med teater. Han upptäcktes av Ann-Mari Ström, verksam vid Pickwickklubbens teaterskola, som bjöd in honom dit.
1956 åkte han till Stockholm och tog lektioner för Gösta Terserus vid dennes teaterskola på Blasieholmen. Då kom han i kontakt med teaterlivet i huvudstaden och fick sommaren 1957 debutera i en betjäntroll i Parkteaterns uppsättning av Gogols Frieriet. Samma höst sökte han till Dramatens elevskola men blev inte antagen. Men gjorde prov i Malmö där han kom in och gick på Malmö stadsteaters elevskola 1957–1960, i samma årskull som Arne Strömgren, Lena Brundin och Birgitta Pettersson.
Han debuterade på Malmö stadsteater 1959 i Eric Linklaters Det blåser på månen och blev sedan engagerad på stadsteatern och medverkade i 21 uppsättningar till och med våren 1964.
Torstensson filmdebuterade 1963 i Bo Widerbergs Barnvagnen.

### Till Göteborg via Stockholm och Vasa
Med rollen som Russel Wilson spelade Torstensson med Christina Schollin och Jan Malmsjö säsongen 1963-64 på Scalateatern i Stockholm i Norman Krasnas komedi Söndag i New York. Johan Bergenstråhle som regisserade komedin engagerade honom därefter till två uppsättningar på TV-teatern: Nattcafé av Bengt Bratt och Herr Dardanells upptåg på landet av Hjalmar Bergman.
Hösten 1966 engagerades han för en kort sejour på Stockholms stadsteater och I likhet med många andra yngre svenska skådespelare tillbringade Torstensson även en tid i Finland och spelade både vid Wasa Teater och i finländsk teve.
Torstensson kom till Folkteatern i Göteborg där teaterchefen Claes Sylwander gav honom roller som Walter Franz i Arthur Millers Priset med Eva Henning och Tiger-Brown i Brechts Tolvskillingsoperan innan han på våren 1970 fick kreera Lennie i Steinbecks Möss och människor med bland andra Stefan Ekman, Rolf Nordström, Iwar Wiklander och Irma Erixson i ensemblen.
Från 1970 var han verksam vid Göteborgs Stadsteater där hans första uppgift var som Shawn Keogh i Synges Hjälten på den gröna ön. Han spelade därefter Thomas Appletree i den första uppsättningen i Sverige av George Farquhars Pukor och trumpeter i Bertolt Brechts bearbetning. Sedan följde uppsättningar som Agneta Pleijels Å Göteborg, Gropen av Kent Andersson med Margita Ahlin och Ingvar Hirdwall.
1976 gjorde han den danske skådespelaren Viggo Schiwe mot Dan Sjögren som Strindberg, Birgitta Palme som Siri von Essen och Christina Stenius som Marie David i P.O. Enquist Tribadernas natt.
Han medverkade i flera TV-produktioner från Göteborg från 1970-talet och framåt. I Carin Mannheimers Fosterbarn och Förr visste jag precis. Liksom serierna Jourhavande (1974) och Gyllene år (1975) med Sven Wollter, Kerstin Tidelius, Christina Stenius, Roland Hedlund, Barbro Oborg och Folke Hjort.

### Åter i Stockholm
År 1980 återvände han till Stockholms Stadsteater med rollen som Albert Kroll i Ernst Tollers Hoppla, vi lever där Krister Henriksson gjorde Karl Thomas. I uppsättningen som har över femtio roller engagerades en stor del av teaterns ensemble som Gösta Bredefeldt, Bertil Norström, Margreth Weivers, Hans Wigren, Lilian Johansson, Lars Lind och Grynet Molvig. I kontrast till mastodont-föreställningen på Stora scenen gjorde han samma säsong även Pastorn i Strindbergs Fadren med Keve Hjelm och Lena Granhagen.
Säsongen 1989-1990 var Torstensson engagerad vid Dramaten där han spelade Värdshusvärden i Thomas Bernhards Teatermakaren med Ernst-Hugo Järegård och Mona Malm. Den föreställningen gjordes också i en överföring till teve som sändes i SVT 1991. Under året vid Dramaten gjorde han också Prosten i Astrid Lindgrens Kalas i Lönneberga som i Jan-Olof Strandbergs regi gavs som familjeföreställning på Stora scenen.
På 1990-talet spelade Stig Torstensson i ett par av Hagge Geigerts farser på Lisebergsteatern i Göteborg.
För den breda allmänheten är han mest känd som den hygglige Börje i Carin Mannheimers TV-serie Svenska hjärtan.
Sitt värmländska idiom har han haft stor nytta av bland annat som uppläsare av Selma Lagerlöfs böcker i radio.
Torstensson spelade in sina sista filmroller 2007 och gjorde sin sista föreställning på scen i februari 2013. Han dog samma dag som han fyllde 79 år och är begravd på Grava kyrkogård.

## Filmografi
- 1963 – Barnvagnen
- 1964 – Blodsbröllop
- 1965 – Herr Dardanell och hans upptåg på landet
- 1965 – Nattcafé
- 1965 – Hej
- 1966 – Operation Argus (TV-serie)
- 1968 – Söndagsaffären
- 1968 – Huset vid gränsen
- 1968 – Ballad
- 1971 – Deadline
- 1971 – Offside (TV-serie)
- 1971 – Spelaren (TV-film)
- 1972 – Mannen som slutade röka
- 1972 – N.P. Möller, fastighetsskötare (TV-serie)
- 1974 – Förlorarna (TV-film)
- 1974 – Fiskeläget (TV-serie)
- 1974 – Jourhavande (TV-serie)
- 1974 – Förr visste jag precis (TV-serie)
- 1974 – Albert & Herbert (TV-serie)
- 1975 – Gyllene år (TV-serie)
- 1978 – Rikedom
- 1979 – Mor gifter sig (TV-serie)
- 1979 – Charlotte Löwensköld
- 1983 – Distrikt 5 (TV-serie)
- 1984 – Pengarna gör mannen (TV-film)
- 1984 – Träpatronerna (TV-serie)
- 1985 – Korset (TV-serie)
- 1986 – Älska mej
- 1986 – Prinsessan av Babylonien
- 1986 – Gösta Berlings saga (TV-serie)
- 1987 – Saxofonhallicken
- 1987 – Svenska hjärtan (TV-serie)
- 1988 – Jungfruresan
- 1988 – Venus 90
- 1989 – Sparvöga (TV-serie)
- 1991 – Teatermakarna
- 1991 – Tre kärlekar (TV-serie)
- 1993 – Morsarvet (TV-serie)
- 1995 – När alla vet
- 1999 – Noll tolerans
- 2001 – Biljetterna
- 2002 – Hem till byn (TV-serie)
- 2004 – Bredband
- 2004 – Kommissarie Winter (TV-serie)
- 2008 – Kungamordet
- 2009 – Fyren

## Teater

### Roller
| År   | Roll            | Produktion                                                        | Regi             | Teater                 |
| ---- | --------------- | ----------------------------------------------------------------- | ---------------- | ---------------------- |
| 1957 | Stepan, betjänt | Frieriet Nikolai Gogol                                            | Anita Blom       | Parkteatern            |
| 1960 | Philippe        | Oscar - eller En halv million i kappsäcken (Oscar) Claude Magnier | Åke Engfeldt     | Malmö stadsteater      |
| 1962 |                 | Tolvskillingsoperan Bertolt Brecht och Kurt Weill                 | Gösta Folke      | Malmö stadsteater      |
| 1963 |                 | Muren (The Wall) Millard Lampell                                  | Lennart Olsson   | Malmö stadsteater      |
| 1963 |                 | Dummerjöns Willy Keidser och Tylle Herlin                         | Jan Lewin        | Malmö stadsteater      |
| 1966 | Soldat          | Dagen lovar att bli vacker (Pantagleize) Michel de Ghelderode     | Frank Sundström  | Stockholms stadsteater |
| 1966 | Medverkande     | Nya Wermländingarne Sandro Key-Åberg                              | Christian Lund   | Stockholms stadsteater |
| 1967 | Tiger           | Nalle Puh A.A. Milne                                              | Thor Zackrisson  | Skolbarnsteatern       |
| 1970 | Shawn Keogh     | Hjälten på den gröna ön John Millington Synge                     | Mats Johansson   | Göteborgs stadsteater  |
| 1976 | Viggo Schiwe    | Tribadernas natt Per Olov Enquist                                 | Carin Mannheimer | Göteborgs stadsteater  |
| 1980 | Pavel           | Fullmakten Nikolaj Erdman                                         | Ernst Günther    | Göteborgs stadsteater  |
| 1980 | Albert Kroll    | Hoppla, vi lever! Ernst Toller                                    | Fred Hjelm       | Stockholms stadsteater |
| 1988 | Doc Porter      | Ensamma hjärtan Beth Henley                                       | Lena Söderblom   | Stockholms stadsteater |